# Sockenstugan, Bromma

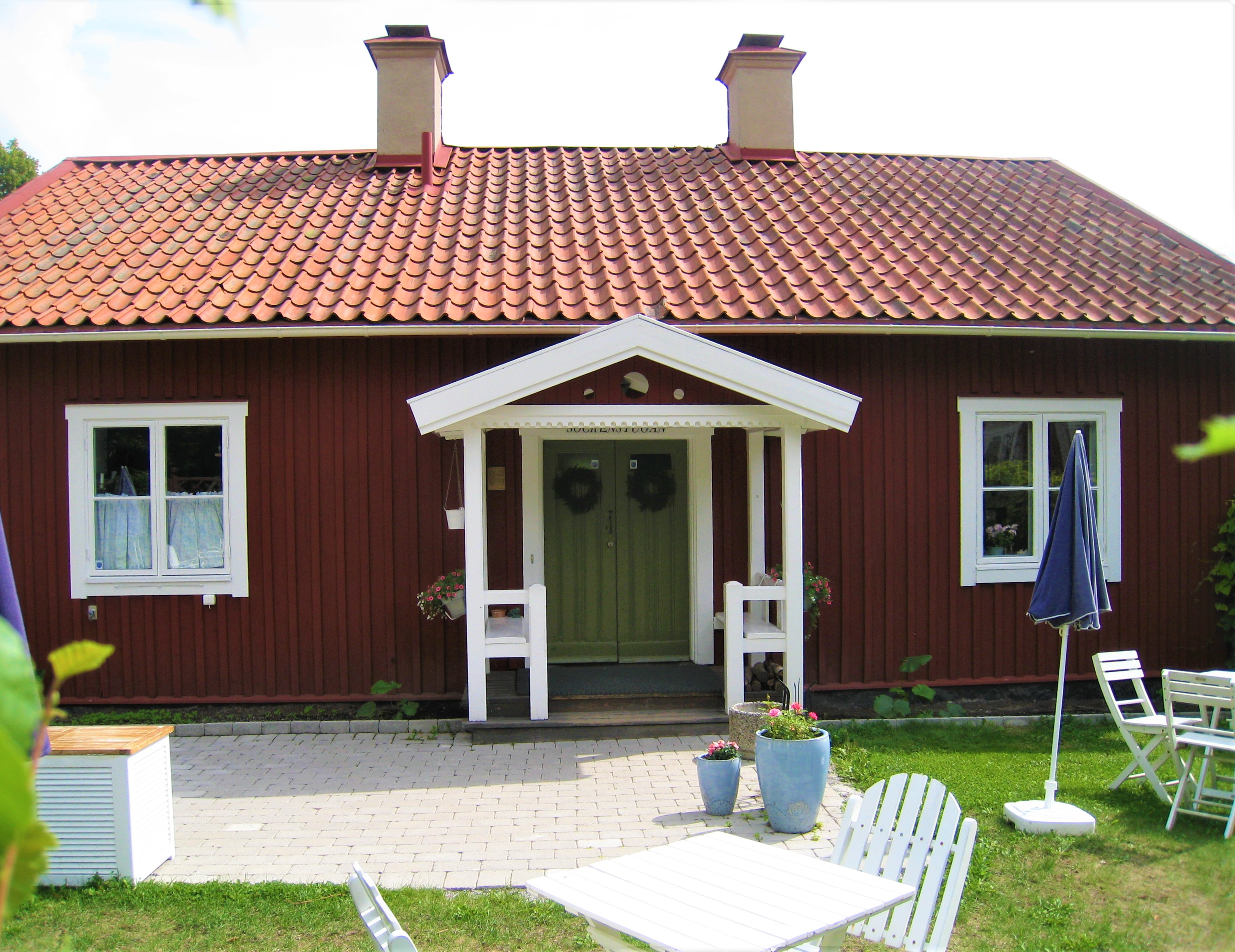
Bromma sockenstuga.

Sockenstugan, Bromma är Bromma församlings gamla prästgård. Den ligger som flygel öster om nuvarande Prästgården vid Bromma kyrka i stadsdelen Bromma kyrka i västraStockholm.
Sockenstugan eller Prästgårdsflygeln från 1600-talet användes fram till 1850 som kyrkoherdebostad, då den nya prästgården vid Bromma kyrka var färdigbyggd 1850. Nu innehåller Sockenstugan lokaler för församlingsändamål. Sockenstugan ligger i sluttningen norr om Bromma kyrka, liksom Tiondeladan och prästgården från år 1850. Öster om Sockenstugan ligger Gamla Klockargården och Kyrkskolan och på Kråsberget norr om Sockenstugan ligger Klockstapeln. 
1964 genomfördes en genomgripande restaurering av Sockenstugan under ledning av arkitekt Ragnar Hjorth (1887-1981). De tre rummen gavs därvid olika tidsprägel. Ett fick då inredning med 1600-talsstil, ett hade gustavianska möbler och ett nyrokoko från sent 1800-tal. Vid en ny renovering 1996 togs de tidstypiska möblerna bort. Byggnadsrådet Ragnar Hjorth var Bromma församlings huvudarkitekt åren 1930-1970.
Sockenstugan, med adress Doktor Abrahams Väg 23, används i dag som samlingslokal för kyrkans verksamhet.

## Sockenstugan, den äldsta bevarade prästgården

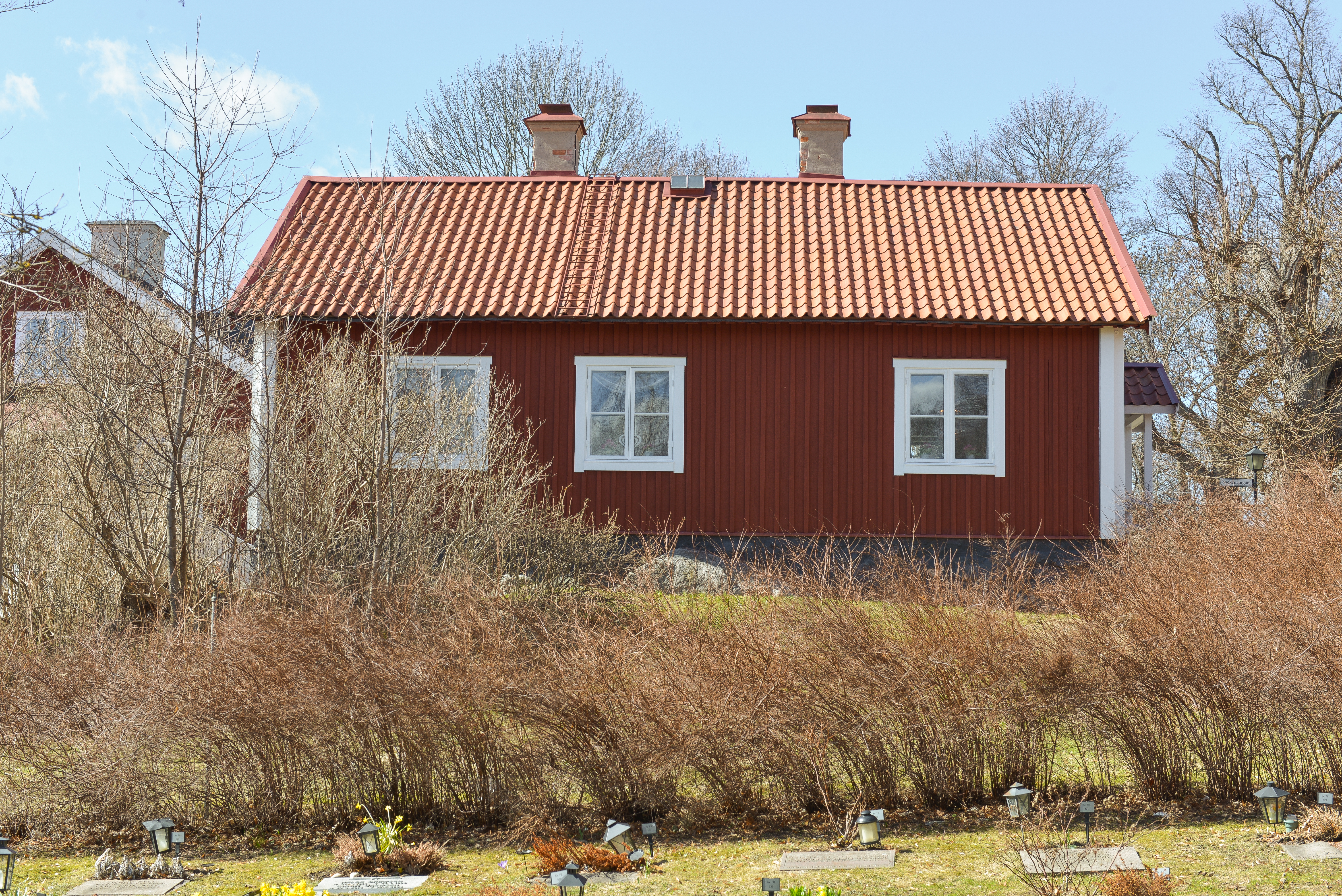
Sockenstugan från söder på våren.

Stugans äldsta delar, bland annat grunden, anses härstamma från omkring år 1600. Den fungerade som prästgård fram till 1850, då den nuvarande prästgården byggdes. Byggnaden kallas ofta Sockenstugan, eftersom sockenstämmorna ofta hölls där förr i tiden. Här fanns förr prästens expedition och den stora salen användes ibland för sockenstämmorna. 
Sockenstugan är en av Stockholms äldsta träbyggnader. Från 1850 har stugan tidvis varit bostad för gårdsfolket och ibland skollokal. Då den gamla prästgården inte längre användes som prästgård valde man namnet Sockenstugan eftersom en sockenstuga förr i tiden var avsedd till samlingsrum för allmänna sammankomster och överläggningar i diverse angelägenheter. Sammankomsterna kunde vara kommunalstämma eller kyrkostämma. 

## Historik
Det finns inte mycket skrivet om den allra första prästgården. Ur organisten J. Gerdelius' skrift 1917 Bromma Prästgård kan citeras: Om prästgårdens tillkomst och ålder lämna tideböckerna inga upplysningar, men den första kyrkoherde, som stiftets herdaminne känner, hette Olaus och skall hava funnits här år 1556. Sedan uppräknas de följande i tämligen jämn följd, varför man har skäl antaga, att åtminstone från den tiden Bromma församling haft prästgård.
Förklaringen till att prästgården under långa tider var dåligt underhållen var att församlingens kyrkoherdar hade haft sin bostad i Stockholm, där de hade sina stora församlingar och sina förnämsta intressen. På sin höjd hade de sitt sommarnöje här ett par månader per år. När Bromma blev eget pastorat 1847 utsågs Per Abraham Printz (1802-1878) till dess förste kyrkoherde. Han tog prästgården i besittning 1847 och han var kyrkoherde i Bromma församling åren 1847-1878. Tidigare hade församlingen tilldelats en kyrkoherde i Stockholm som prebende. Nu var Bromma åter ett eget pastorat. Den nya prästgården  byggdes vid Bromma kyrka och blev klar 1850.
Efter prosten Per Abraham Printz död 1878 verkställdes av efterträdaren, kyrkoherden Axel August Lidén (född 1826), som var kyrkoherde 1879-1886, en viss omdaning av prästgården. Axel August Lidén lät 1882 bygga till den nya prästgården åt öster. Därvid erhölls kök och jungfrukammare. Vad beträffar den första prästgårdsbyggnaden, dåvarande flygeln, reparerades den västentligt och uppläts därefter till arrendatorsbostad. Under denna tid flyttades också hela ladugårdskomplexet längre österut, till den plats vid hörnet av nuvarande Bromma kyrkväg och Dr Abrahams väg som det hade vid rivningen på 1920-talet.
Sockenstämmoprotokoll för Bromma församling finns bevarade i Stockholms stadsarkiv. De bevarade protokollen är från år 1681-1799. Protokoll för vissa perioder saknas, nämligen 1740-1744, 1749-1751 och 1759-1765. Genom att protokollen för vissa perioder saknas får vi inte veta om Sockenstugan, den gamla prästgården, revs på 1740-talet och ersattes med en helt ny byggnad.

## Bilder

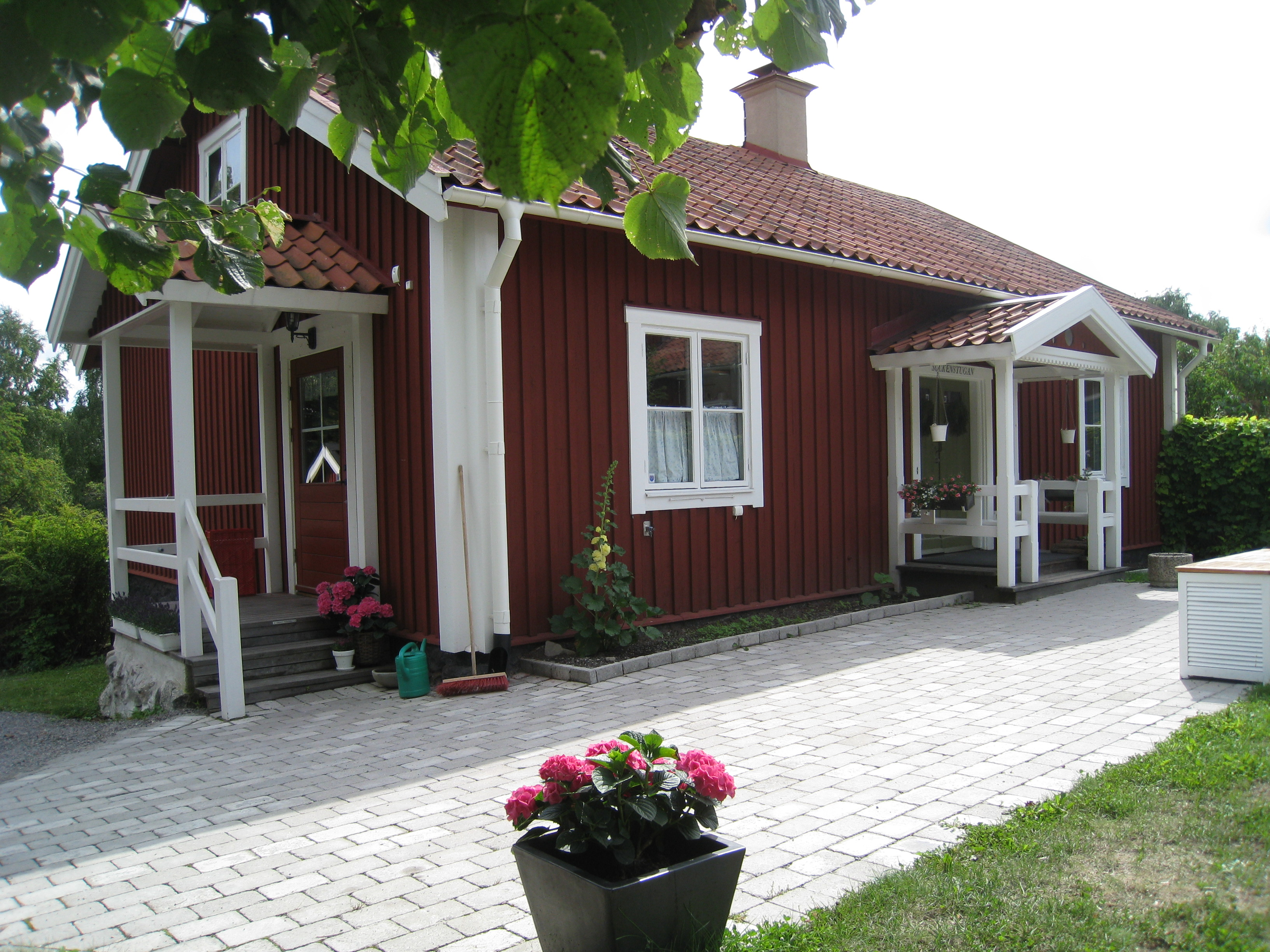
Bromma sockenstuga.
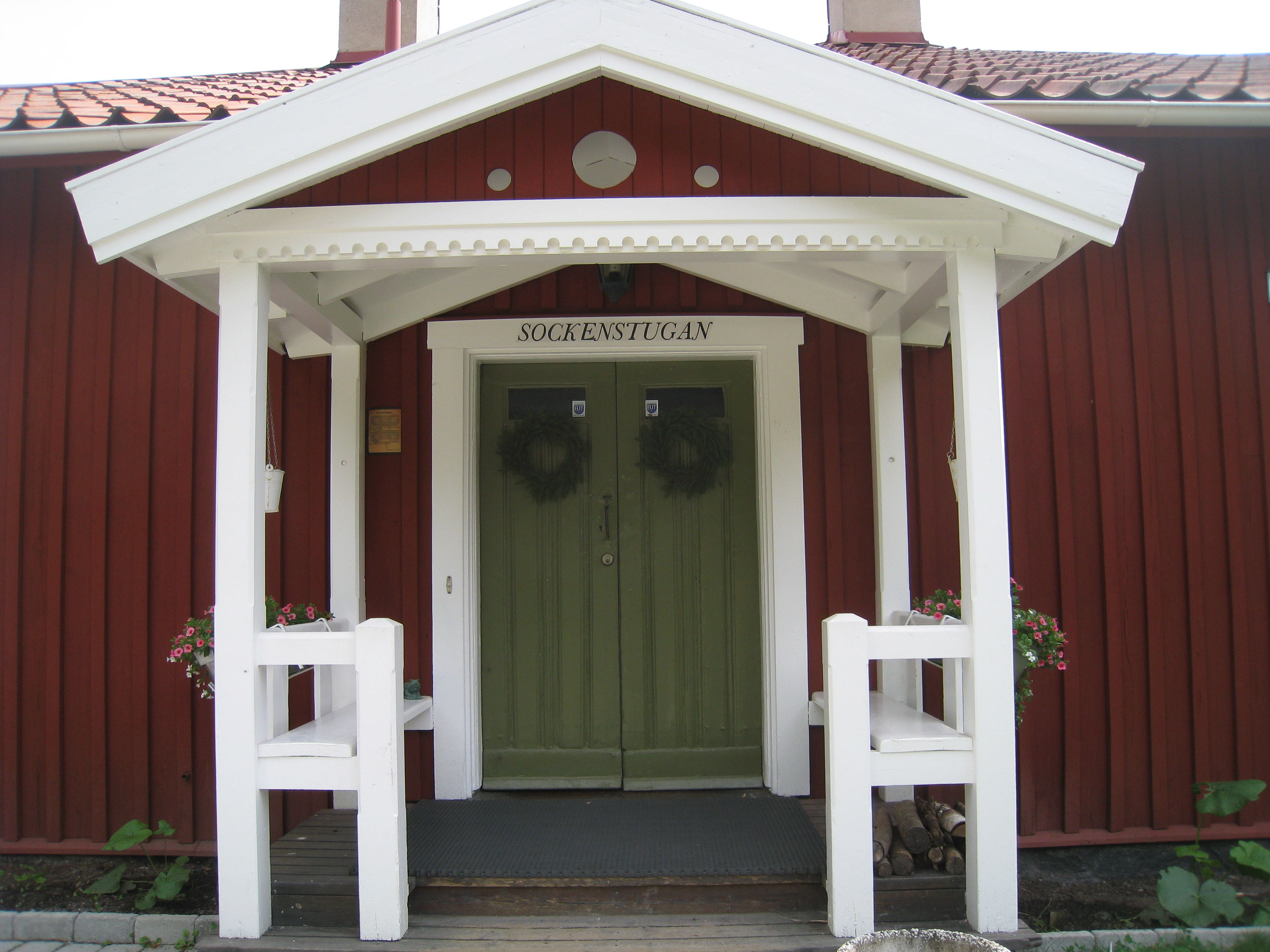
Bromma sockenstuga, entrén.
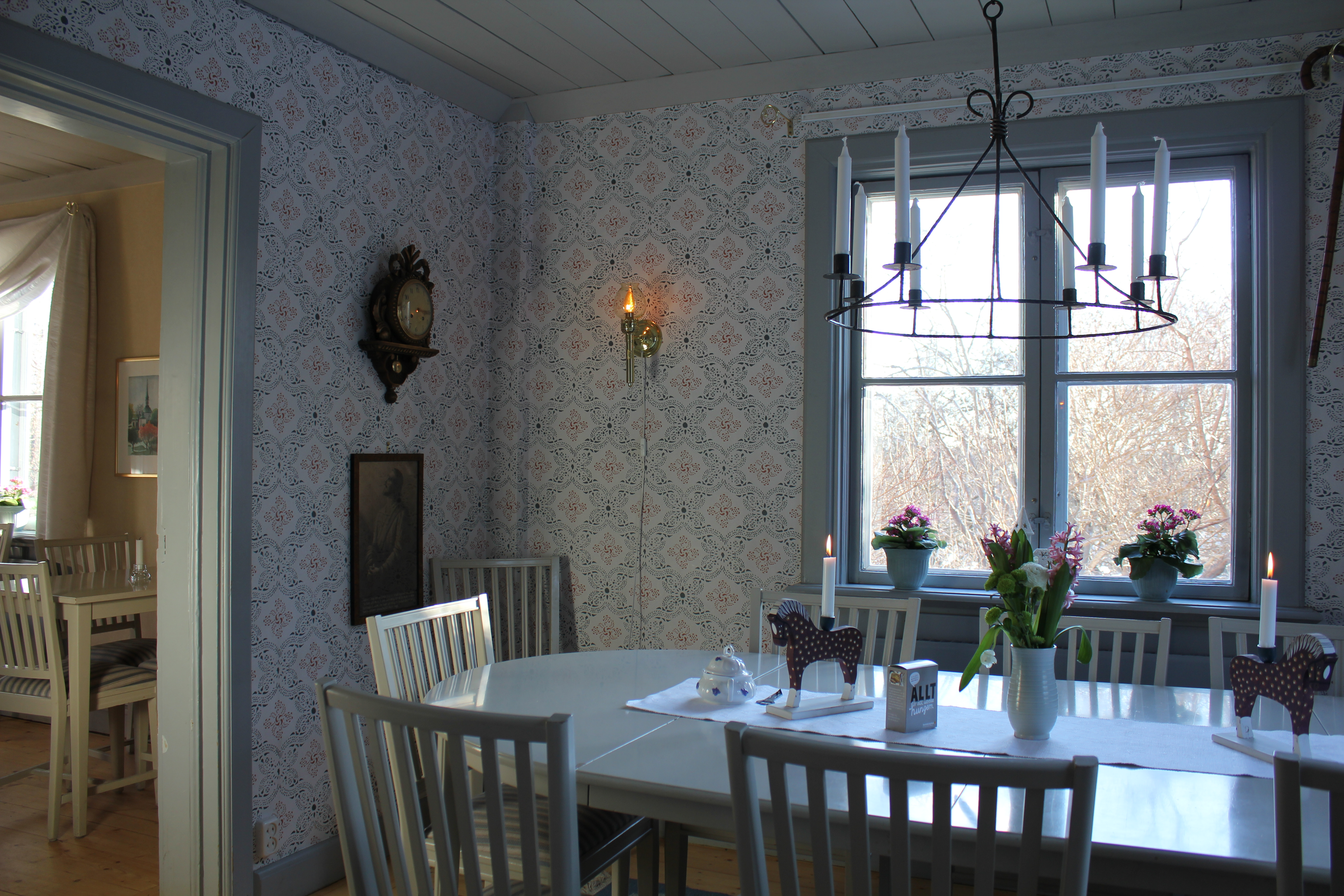
Interiör från Sockenstugan.
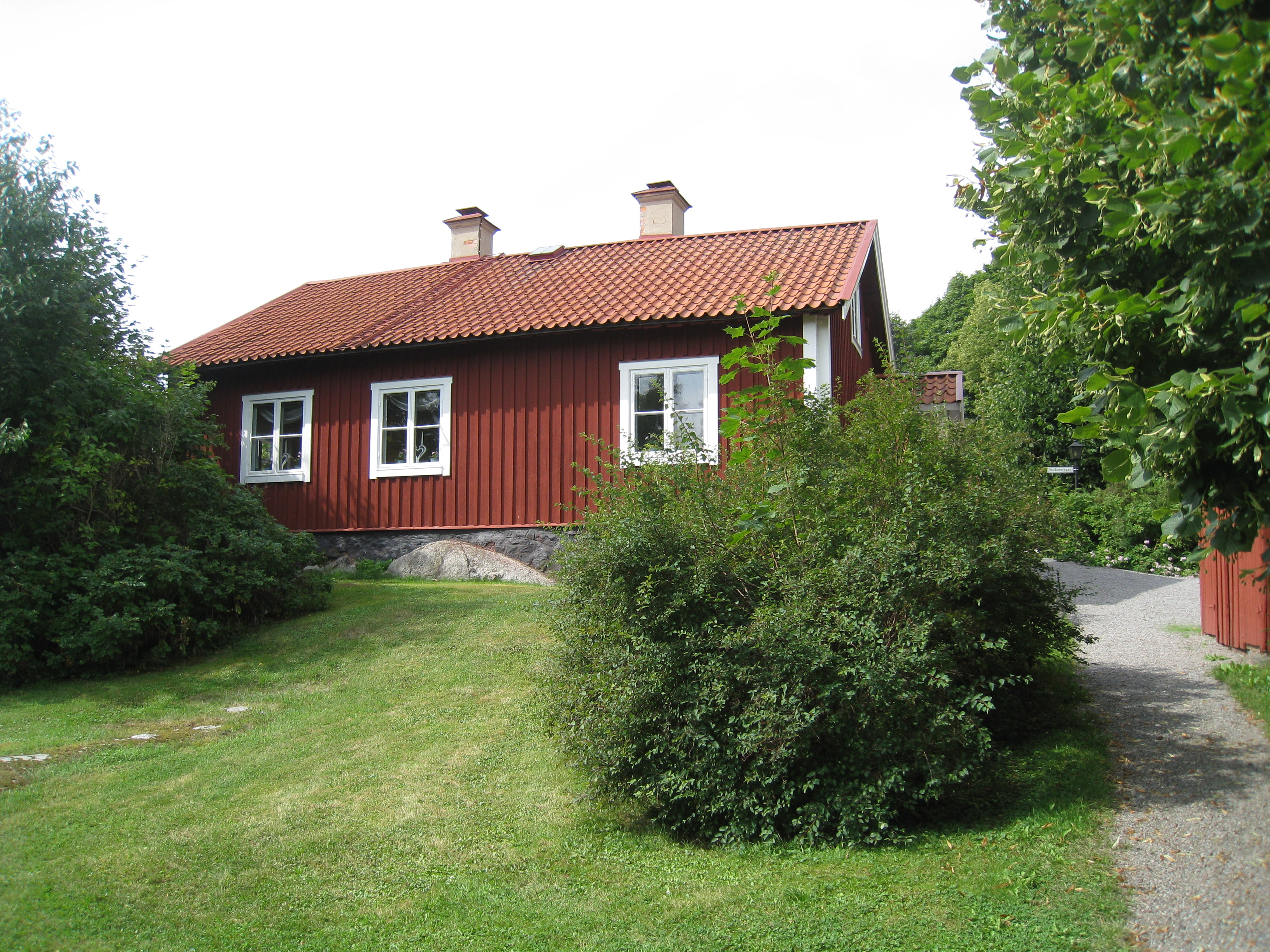
Sockenstugan från söder på sommaren.
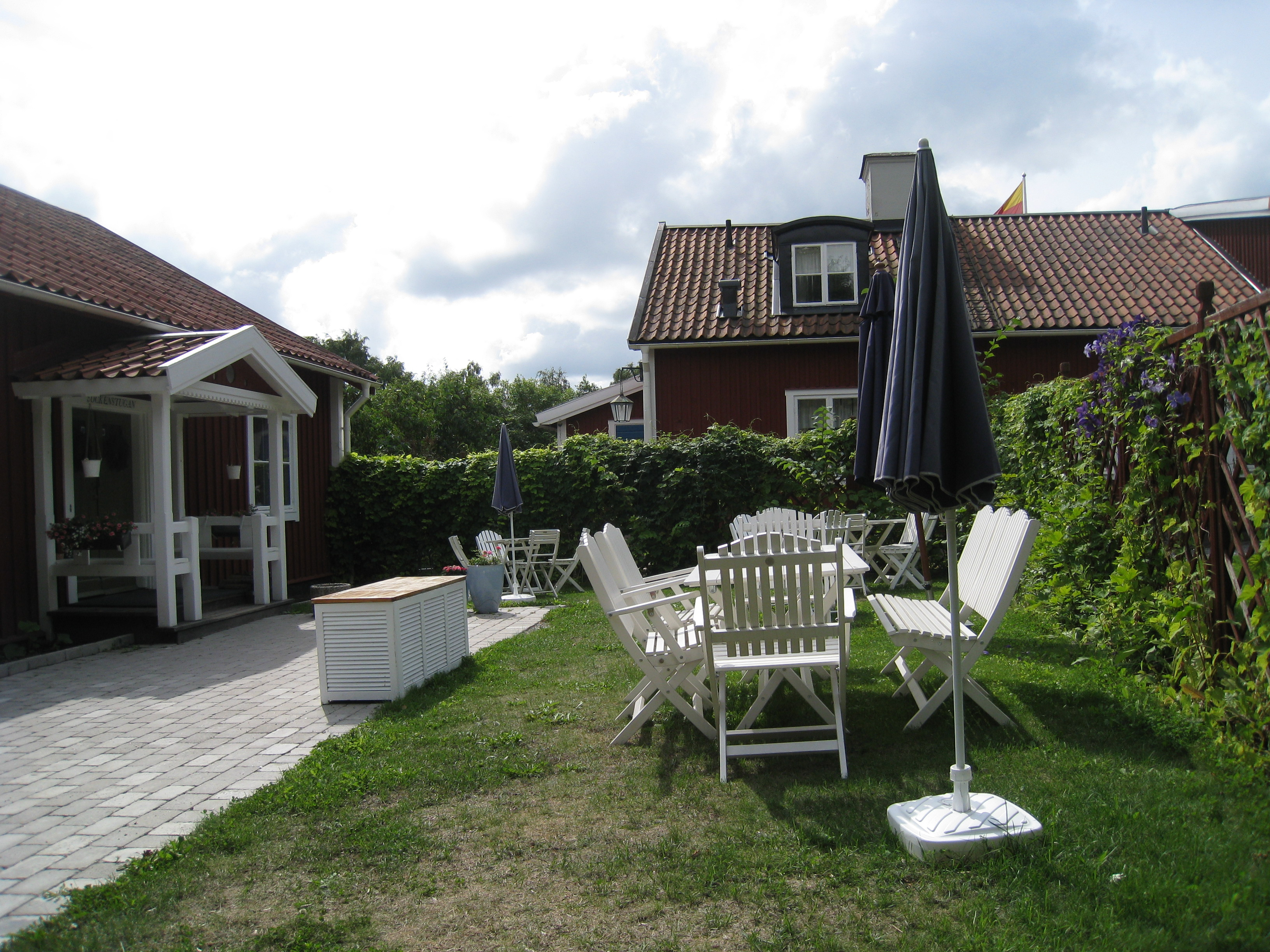
Sockenstugan ligger som en flygel till Bromma prästgård.